# Letterfearn
Letterfearn (Schots-Gaelisch: Leitir Fheàrna) is een dorp op de westelijke oever van Loch Duie in de Schotse lieutenancy Ross and Cromarty in het raadsgebied Highland.
Ongeveer 3 kilometer ten noorden van Letterfearn ligt Eilean Donan Castle.